# Wayne Barrow
Pour les articles homonymes, voir Barrow.
Wayne Barrow est le pseudonyme de deux écrivains français Johan Heliot et Xavier Mauméjean, qui ont inventé la biographie d’un romancier américain fictif : né en 1951, fils d’un père bostonien et d’une mère indienne navajo, il a quitté les États-Unis en 1972 pour échapper à la guerre du Vietnam. Il s’est installé au Canada en faisant différents travaux de force (bûcheron, pêcheur, ouvrier sur une plateforme de forage…) avant de vivre de sa plume...
Bloodsilver, publié en 2006 aux éditions Mnémos/Icares, est écrit en français (la traduction d’un roman américain est une fiction) : il s’agit d’une sorte d’une réécriture de l’histoire de la conquête de l’Ouest américain où se mêlent les figures mythiques comme les frères Dalton et de Billy le Kid et les vampires débarqués de la vieille Europe en 1691.
Les auteurs ont tenté de renouveler le genre du western en associant aux lieux communs du genre (paysages, cow-boys), l’élément fantastique des vampires et un parcours de l’histoire des États-Unis du XVIIIe au début du XXe siècle. 
Leur roman a été couronné par le grand prix de l'Imaginaire 2008.